# Elefthérios Kosmídis
Elefthérios « Leftéris » Kosmídis (en grec moderne : Ελευθέριος «Λευτέρης» Κοσμίδης), est un gymnaste grec, né le 6 mai 1991 à Athènes.

## Palmarès

### Championnats du monde
- Rotterdam 2010
  -  médaille d'or au sol

### Championnats d'Europe
- Amsterdam 2007
  -  médaille de bronze au sol

- Milan 2009
  -  médaille de bronze au sol

- Birmingham 2010
  - 8e au concours par équipes
  -  médaille d'argent au sol

- Montpellier 2012
  -  médaille d'or au sol

- Sofia 2014
  -  médaille d'argent au sol

### Jeux méditerranéens
- Pescara 2009
  -  médaille d'or au sol

- Mersin 2013
  -  médaille d'or au sol